# Антон Касапов
Антон Касапов (на гръцки: Αντώνιος Κασάπης, Антониос Касапис) е гръцки революционер, деец на гръцката въоръжена пропаганда в Македония от началото на XX век.

## Биография
Антон Касапов е роден в Енидже Вардар, тогава в Османската империя. В началото на XX век основава организацията Национален комитет (Εθνική Επιτροπή) в града, станала проводник на гръцката пропаганда в района на Ениджевардарското езеро. Касиер на комитета е Христо Даскалов, а секретар е свещеник Димитър Икономов. На 6 март 1903 година дейци на ВМОРО убиват дъщеря му Велика Ромова в дома ѝ в Пилорик, заедно със съпруга ѝ Кольо Ромов, гръцки учител в същото село и деец на гръцкия комитет. А през 1904 година е убит самият Антон Касапов, като с това силно е ограничена гръцката пропаганда в района.